# Хорн, Димитрис
Димитрис Хорн (греч. Δημήτρης Χορν, 9 марта 1921 — 16 января 1998) — греческий актёр театра и кино, один из наиболее значительных в греческом сценическом искусстве XX века.

## Биография
Димитрис Хорн родился в Афинах в 1921 году, в семье Пантелиса Хорна, греческого драматурга. Учился в драматической школе при Национальном театре Греции, на сцене которого дебютировал в 1941 году. За время своей карьеры он долгое время сотрудничал с Национальным театром и создал собственную актёрскую труппу, в состав которой входили такие звезды, как Элли Ламбете, Мария Ароне, Алекос Александракис. Элли Ламбете была также его спутницей в период 1953—1958 годов.
Димитрис Хорн еще на раннем этапе творчества приобрел репутацию «лучшего актера своего поколения», великолепно выполняющие ведущие роли в постановках классических пьес — в частности, «Ричард III» Шекспира, «Записки сумасшедшего» Николая Гоголя, «Дон Жуан» Мольера, «Энрико IV» Луиджи Пиранделло и т. д..
Не менее важной составляющей творчества были киноработы. Димитрис Хорн снялся только в восьми фильмах, но большинство из них достигли легендарного статуса, в частности «Фальшивая монета» (1954), «Девушка в чёрном» (1956) и «У нас только одна жизнь» (1958). В период 1960—1962 годов в труппе Димитриса Хорна работала актриса Смаро Стефаниду.
Позднее он женился на наследнице судоходной компании Анне Гуландри и стал первым директором Греческого государственного радио и телевидения после восстановления демократии.

## Фильмография
- Αλάτι και πιπέρι (1942)
- Κυρία με τις καμέλιες (1942)
- Φάντασμα του Μετροπόλ (1943)
- Σύζυγοι με δοκίμη (1943)
- Παράξενο ιντερμέτζιο (1943)
- Ρομάντζο (1944)
- Θυσία (1944)
- Δωδέκατη νύχτα (1945)
- Το κορίτσι με τα μαύρα (1956)
- Αλίμονο στους νέους (1961)